# اویگردان
شهر اویگردان (به فرانسوی: Hoegaarden) در ناحیه اداری لوان در استان فلومیش بربان در منطقه فلاندری در کشور بلژیک واقع شده‌است.